# تپه مبارک‌آباد
تپه مبارک‌آباد مربوط به سده‌های متاخر دوران‌های تاریخی پس از اسلام است و در شهرستان اراک، بخش مرکزی، دهستان مشهد میقان، روستای مبارک‌آباد واقع شده و این اثر در تاریخ ۲۶ اسفند ۱۳۸۷ با شمارهٔ ثبت ۲۶۱۱۲ به‌عنوان یکی از آثار ملی ایران به ثبت رسیده است.